# Atma Kenswil
Atma Kenswil (Paramaribo, 29 april 1892 – 1985) was een Surinaams componiste.

## Biografie
Ze was dochter van Emma Sophia Dake en commies/ijker bij het ijkkantoor in Suriname Pieter Frederik Kenswil, die zich omstreeks 1908 met vier kinderen in Utrecht vestigden. Zuster Janet/Jeannette Kenswil (1889-1986) was gediplomeerd pianolerares, koor- en solozang en directrice van een kindertehuis, Stichting Toegewijd Aan Kinderen.
Zij studeerde piano bij Margit Lászlóffy aan het Conservatorium van Utrecht en compositie bij Leo Weiner aan de Franz Liszt Muziekacademie in Boedapest. Aan het Conservatoire national supérieur de musique et de danse de Paris studeerde zij verder op de piano bij Lazare Levy en in compositie bij Jacques de La Presle.
Haar werk voor dameskoor met pianobegeleiding Lentelicht op tekst van Tony de Ridder werd uitgegeven door Alsbach & Co. Het werk was opgedragen aan Lieven Duvosel. Haar werk voor dameskoor Wederopstanding bracht het tot een uitvoering in de Kathedrale basiliek Sint Bavo.
Na haar dood in 1985 haalden haar buren manuscripten uit de afvalbak. Een van de gevonden stukken, Praeludium Pacis (1945, Stemmingsstuk waarin uitgedrukt de tragiek van de gedeeltelijke bevrijding), Ze gaf het uit als privé-uitgave vanuit Haarlem, waar ze toen woonde. Het is op 3 april in 1946 aldaar uitgevoerd door pianiste Ans Bouter. Een andere uitvoering nadat het teruggevonden was vond plaats op 10 maart 1996 opgevoerd door de pianist Marjès Benoist in de Beurs van Berlage.
In 1975 woonde ze te Oosterbeek.  

## Composities
De volgende composities zijn van haar hand:
Orkest
- Phantasie orientale

Kamerorkest
- Fuga (strijkkwartet)

Piano
- Poème d'une flûte orientale
- Preludium (Parijs, 1946)
- Kerstmeditatie (gemengd koor en piano
- Meditation symphonic (gemengd koor en orkest (1946)
- Lentelicht (zangstem met piano) (1946)
- Per tenebras ad Lucem (1952)
- Wyzang, v. Tagore 1 en 2